# Live and Rare (альбом Korn)
Live and Rare — альбом-сборник нью-метал-группы Korn, вышедший 9 мая 2006 года.

## Об альбоме
Live and Rare содержит 13 треков — семь с концерта в CBGB, Нью-Йорк в 2003 году, которые также вошли в специальное издание Greatest Hits vol. 1, два с фестиваля «Вудсток 1999», три кавер-версии (скрытый трек из Follow The Leader, скрытый трек из Take a Look in the Mirror), и «Proud» из саундтрека к фильму «Я знаю, что вы сделали прошлым летом». Сборник был выпущен после прекращения сотрудничества с Sony BMG Records, поэтому у группы не было требований к списку песен в альбоме. Так как альбом не содержал нового материала, и большую часть треков можно было найти в других альбомах группы, результаты продаж альбома оказались разочаровывающими. На 31 мая 2006 было продано около 52.000 копий по США.

## Список композиций
1. «Did My Time» (Live) (альбом Take a Look in the Mirror) — 4:12
2. «Blind» (Live) (альбом Korn) — 4:12
3. «Falling Away from Me» (Live) (альбом Issues) — 3433
4. «Right Now» (Live) (альбом Take a Look in the Mirror) — 3:05
5. «Got the Life» (Live) (альбом Follow the Leader) — 4:06
6. «Here to Stay» (Live) (альбом Untouchables — 4:20
7. «Freak on a Leash» (Live) (альбом Follow the Leader) — 4:25
8. «Another Brick in the Wall, части (1,2,3)1» (Live) (альбом Greatest Hits Vol. 1) — 8:21
9. «One²» (Live) (альбом Take a Look in the Mirror) — 4:27
10. «My Gift to You» (Live) (альбом Follow the Leader) — 6:13
11. «A.D.I.D.A.S./Porno Creep» (Live) (альбом Life Is Peachy) — 3:50
12. «Earache My Eye³» (альбом Follow the Leader) — 4:50
13. «Proud» (саундтрек к фильму Я знаю, что вы сделали прошлым летом) — 3:26

1 кавер-версия песни Pink Floyd

² кавер-версия песни Metallica

³ кавер-версия песни Чича и Чонга